# Passaporte eslovaco
O passaporte eslovaco (eslovaco: Slovenský pas) é emitido para cidadãos da Eslováquia para permitir viagens internacionais legais. Todo cidadão eslovaco é também um cidadão da União Europeia. O passaporte, juntamente com a carteira de identidade nacional, permite o livre direito de circulação e residência em qualquer um dos Estados do Espaço Econômico Europeu e na Suíça.
Todo cidadão eslovaco tem o direito de possuir dois passaportes do mesmo tipo, se assim desejar. O segundo passaporte é válido por 5 anos (em vez dos 10 anos padrão), e a taxa permanece a mesma. Os passaportes na Eslováquia são emitidos pela força policial.

## Histórico
A Eslováquia começou a emitir os passaportes biométricos atuais em 15 de janeiro de 2008. Os dados biométricos consistiam na foto do rosto. Em 22 de junho de 2009, os passaportes foram alterados para incluir os dados biométricos das impressões digitais. Devido à natureza da aquisição de dados biométricos, os passaportes agora são emitidos apenas diretamente para os proprietários dos passaportes.

## Exigências de visto

Exigências de visto para cidadãos eslovacos.
Eslováquia
Liberdade de movimento
Não necessita de visto
Visto emitido na chegada
eVisa
Visto disponível na chegada e online
Visto necessário antes da chegada

Em 1º de outubro de 2019, os cidadãos eslovacos tinham acesso sem visto ou com visto na chegada a 181 países e territórios, classificando o passaporte eslovaco em 9º lugar em termos de liberdade de viagem (empatado com os passaportes australiano e lituano), de acordo com o Henley Passport Index.

## Galeria

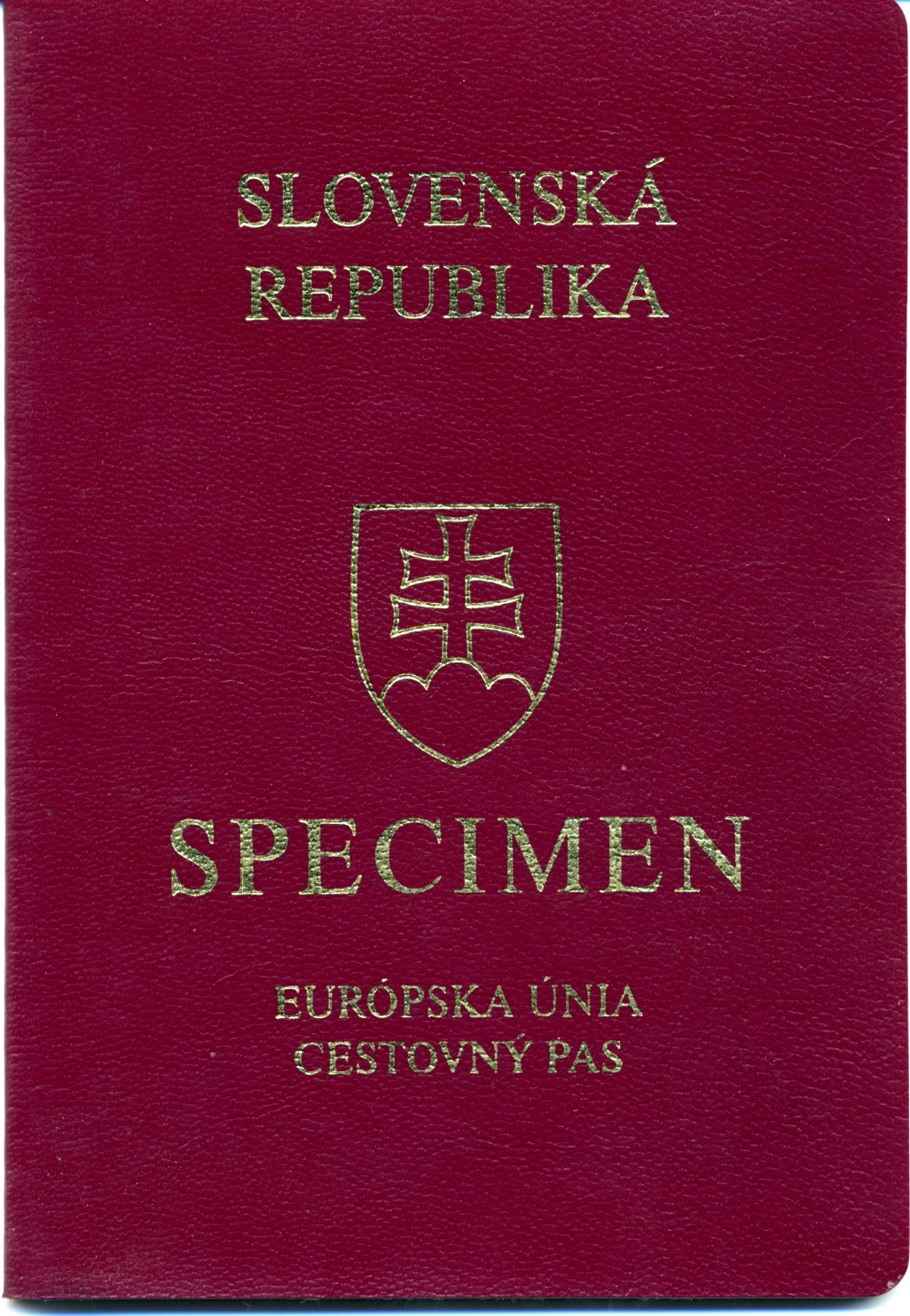
A versão não biométrica do passaporte eslovaco emitida entre 2005 e 2008. A foto foi impressa diretamente na página de dados. Este é apenas um exemplar.
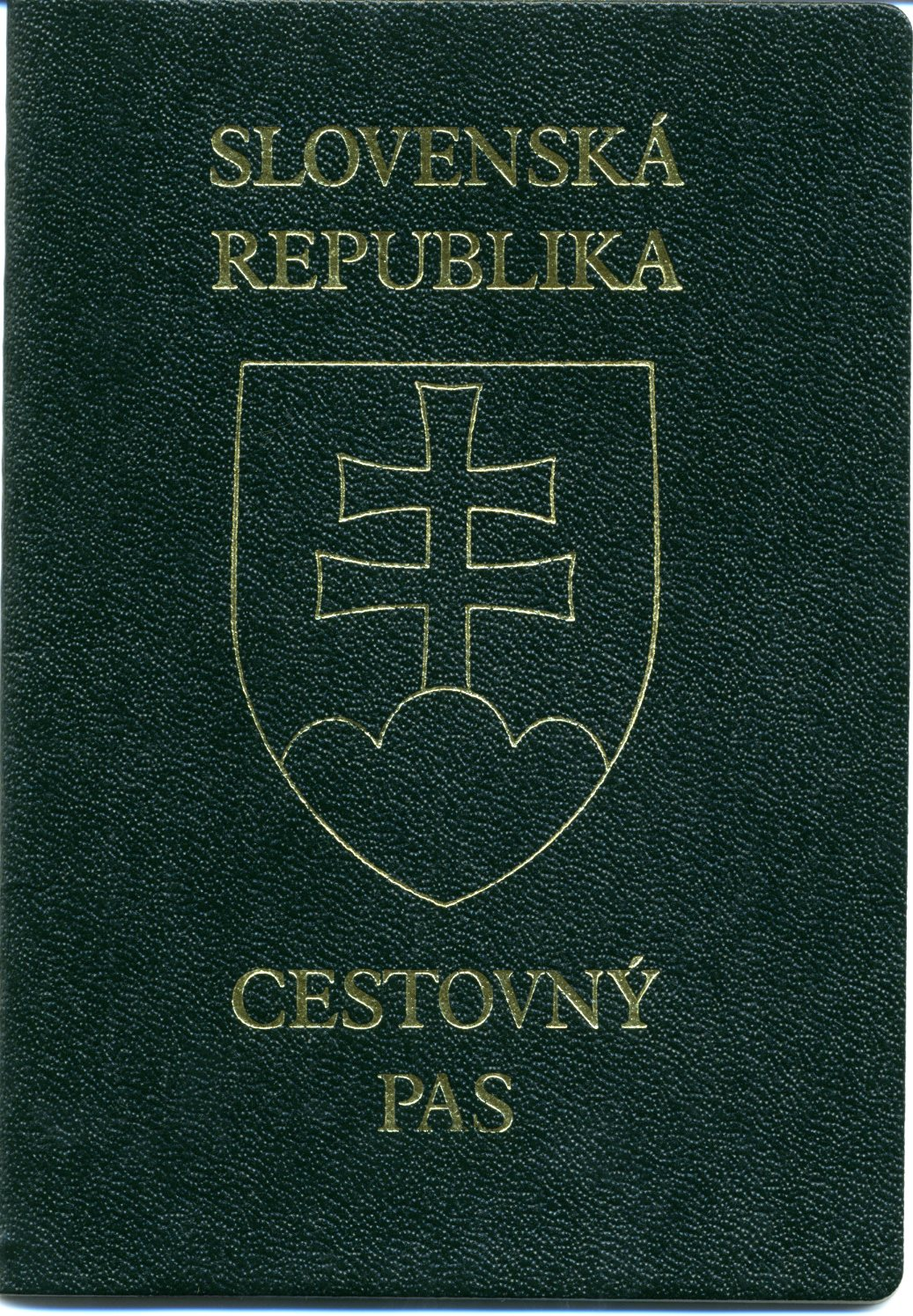
A versão não biométrica emitida entre 1994 e 2005. A foto era colada na página de dados, que era então laminada.
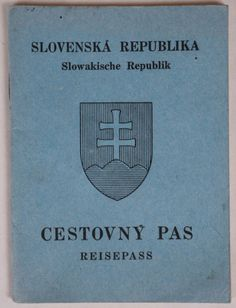
Passaporte eslovaco emitido entre 1939 e 1945, pela Primeira República Eslovaca.